# Szakáts Zoltán
Szakáts Zoltán (Nagyszeben, 1901. március 10. – Budapest, 1947. december 8.) színész.

## Életpályája
Szülei: Szakáts Károly és Ruth Erzsébet voltak. Kolozsváron, a piarista gimnáziumban érettségizett. A Közgazdasági Egyetemen hallgatott nyolc szemesztert, közben 1920–1921 között az egyetemi zászlóaljban szolgált. Rákosi Szidi színiiskolájában tanult, majd 1924-ben Szegeden kezdte pályáját. 1924 és 1928 között a Király Színház, 1928-tól 1929-ig a szegedi színtársulat, 1929-től a Felvidéki Magyar Színtársulat tagja volt. 1932 és 1933 között Kassán, 1933-tól 1934-ig a Vígszínházban játszott. 1934 és 1935 között a Kamaraszínházban lépett fel, 1935-től 1937-ig a Magyar Színházban volt látható. 1937 és 1941 között a Magyar Színházban és az Andrássy úti Színházban szerepelt. 1941-től 1944-ig  a Madách Színházban, 1945-től 1947-ig a Művész Színházban működött.

### Magánélete
1929. február 12-én, Budapesten házasságot kötött Wallenstein Margittal. Egy lányuk született: Éva.
Sírja a Farkasréti temetőben található (26/2-8-13/14).

## Színházi szerepei
A Színházi Adattárban regisztrált bemutatóinak száma: 8.
- Anouilh: Poggyász nélkül....Huspar
- Vaszary Gábor: A meztelen lány....Apa
- William Shakespeare: A makrancos hölgy....Baptista
- Pirandello: Az ember, az állat és az erény....Dr. Nino Pulejo
- Anouilh: Euridike....André
- Giraudoux: Trójában nem lesz háború....Priamos
- Gádor Béla: Urak, költők, gyilkosok....Mr. Peam
- Coward: Vidám kísértet....Dr. Bradman
- Heltai Jenő: A néma levente....Mátyás király
- William Shakespeare: Hamlet....Polonius
- Cronin: A nagy út....dr. Bragg

## Filmjei
- Szerelmi álmok (1935)
- Halló, Budapest! (1935)
- Szent Péter esernyője (1935)
- Ember a híd alatt (1936)
- Pókháló (1936)
- Szenzáció! - Emlékül Katicának (1936)
- Zivatar Kemenespusztán (1936)
- Pogányok (1936)
- A varieté csillagai (1938)
- Áll a bál (1939)
- Göre Gábor visszatér (1940)
- Jöjjön elsején! (1940)
- Dankó Pista (1940)
- Beáta és az ördög (1940)
- Sárga rózsa (1940)
- Magdolna (1941)
- Szíriusz (1942)
- Őrségváltás (1942)
- Férfihűség (1942)
- Enyém vagy! (1942)
- Késő (1943)
- Kölcsönadott élet (1943)
- Rákóczi nótája (1943)
- Tengerparti randevú (1943)
- Ördöglovas (1944)
- Futótűz (1944)
- Egy nap a világ (1944)
- Vihar után (1944)